# Joan M. Dixon
Joan Maureen Dixon (* 4. Mai 1937 in Hobart, Tasmanien; † 24. Juni 2019 in Melbourne, Victoria) war eine australische Zoologin. 

## Leben
Dixon war die Tochter von Frederick und Audrey Dixon. Sie erlangte 1958 den Bachelor of Science und 1960 einen weiteren BSc mit Auszeichnung an der University of Tasmania. Im selben Jahr war sie Demonstratorin an der University of Queensland. Von 1961 bis 1963 war sie Lehrbeauftragte für Zoologie an der Monash University in Melbourne. Von 1965 bis 1966 war sie wissenschaftliche Referentin im National Museum of Victoria. Von 1966 bis 1978 war sie Kuratorin für Wirbeltiere. 1978 wurde sie Kuratorin für Säugetiere und 1985 stellvertretende Leiterin der naturgeschichtlichen Abteilung des National Museum of Victoria.
Dixon war Herausgeberin der Bücher John Gould: Kangaroos. With Modern Commentaries by Joan Dixon (1973), John Gould: Australian Marsupials and Monotremes (1975), John Gould: Placental Mammals of Australia. With Modern Commentaries by Joan Dixon (1976), Extinction is Forever. The Carnivores (1980), Gould’s Australia: A selection from 'Mammals of Australia', Volumes I, II and III (1981), John Gould: A Monograph of The Macropodidae, or Family of Kangaroos (1981), The Best of Gould’s Mammals. Selections from Mammals of Australia Volumes I, II and III (1984), Donald Thomson’s Mammals and Fishes of Northern Australia (1985), das mit dem Whitley Award der Royal Society of New South Wales ausgezeichnet wurde, The Thylacine: Tasmania’s Tiger (1991) sowie The cetacean collection of the Museum of Victoria: an annotated catalogue (1994).
1969 beschrieb Dixon die Rochenart Urolophus paucimaculatus in der Fachzeitschrift The Victorian Naturalist. 1970 benannte Glen Milton Storr die Skinkart Ctenotus joanae zu Ehren von Joan M. Dixon.